# Chemin d'expansion du revenu
Le chemin d'expansion du revenu est un concept de microéconomie qui désigne l'évolution de la consommation de deux biens en fonction de l'évolution du revenu du consommateur.  

## Concept
Un agent économique dispose d'une grande variété de choix entre des biens. Pour un niveau de revenu donné, il consomme un panier de biens. Le chemin d'expansion du revenu désigne l'évolution des choix de consommation du consommateur en fonction de la modification de son niveau de revenu. 
Lorsque le revenu augmente, en effet, le consommateur va consommer davantage de certains biens, et moins d'autres. Certains biens voient leur consommation se réduire lorsque le revenu augmente : il s'agit de biens dits inférieurs. La nourriture de faible qualité est un bien typiquement inférieur, que l'on n'achète plus lorsque l'on obtient la rémunération nécessaire pour se nourrir de biens de meilleure qualité. Un bien dont la consommation augmente lorsque le revenu augmente est un bien dit normal.
Graphiquement, la substitution de biens peut être représentée sous la forme d'un sentier d'expansion. La représentation est intéressante car elle donne des informations sur l'élasticité-revenu des biens étudiés, permettant ainsi de déterminer la nature de ces biens (biens inférieurs dont l'élasticité est négative, biens de nécessité dont l'élasticité est positive mais inférieure à 1 et biens de luxe dont l'élasticité est supérieure à 1).
Le chemin d'expansion du revenu relie les optimums de consommation pour chaque contrainte budgétaire étudiée. L'optimum de consommation est le point qui maximise l'utilité du consommateur, c'est le point de tangence entre une courbe d'indifférence et une contrainte budgétaire.  